# Felice Accame
Felice Accame (Varese, 11 marzo 1945) è un saggista italiano.

## Biografia
Allievo e per anni stretto collaboratore di Silvio Ceccato, al cui pensiero ha apportato alcune critiche, si è dedicato al recupero della nozione di "metodologia operativa" e alla ricostruzione della genealogia della Scuola Operativa Italiana. Le opere più organiche al riguardo sono: La funzione ideologica delle teorie della conoscenza (2002), in cui viene anche ricostruita e analizzata la critica della filosofia presente nel pensiero dei movimenti oppositivi dalla Rivoluzione francese in avanti; Il linguaggio come capro espiatorio dell'insipienza metodologica (2015); Il dispositivo estetico e la funzione politica della gerarchia in cui è evoluto (2016), in cui fra l'altro viene criticata la nozione di "aura", e Tre saggi metodologici con pretese terapeutiche (2016).
A proposito de Il linguaggio come capro espiatorio dell'insipienza metodologica si legge:
[…] è "il libro della vita" come lo definisce lo stesso Felice Accame, un testo che raccoglie le riflessioni e le analisi della eccezionale attività di ricerca sul linguaggio e sul pensiero dell'autore dagli anni Sessanta ad oggi. Il titolo del libro […] pone il tema al centro del crocevia: in  tutte le discipline analizzate, prima o poi, si arriva a sostenere la tesi che il linguaggio è di per sé difettoso, imperfetto, inadeguato. Capitolo dopo capitolo, Accame svela i motivi profondi di questa svalutazione, portando alla luce tutte le "insipienze" metodologiche di cui ciascuna operazione svalutativa è sintomo. (Marcheselli).
Mentre dei Tre saggi metodologici con pretese terapeutiche:
La base teorica, si chiarirà man mano che si procede nella lettura, è la strada tracciata da Silvio Ceccato e dalla Scuola Operativa Italiana nella seconda metà del secolo scorso: prendendo le distanze dalla concezione di un essere umano come passivo specchio di un mondo già fatto, pronto per l'uso, essi hanno proposto di considerare ogni cosa come un risultato (invece che un dato di fatto) e interrogarsi sulla sequenza di operazioni mentali che l'hanno reso tale. […] l'Autore porta numerosi (e per la maggior parte piuttosto spassosi) esempi di come la mancanza di consapevolezza relativa al proprio operare mentale porti con sé una buona dose di sofferenza e di infelicità nei più svariati ambiti, dalla spiritualità alla vita di coppia, dal funzionamento sociale ai tormenti individuali. Insomma, anche il realismo può uccidere, o quantomeno fare molto male. (Centomo).
Ha fatto parte del Consiglio Direttivo della Casa della Cultura di Milano, dal 1969 al 1974, sotto la presidenza di Cesare Musatti.
Docente di teoria della comunicazione presso il Centro tecnico della FIGC di Coverciano, professione con cui coniuga la propria formazione intellettuale ad un vivo interesse per lo sport, è presidente della Società di Cultura Metodologico-Operativa.
Ha scritto su A/Rivista Anarchica dal 1989 al 2019 dapprima occupandosi di critica cinematografica, poi ampliando gli ambiti delle sue recensioni.
Insieme al sodale Carlo Oliva (1943-2012) ha condotto dal 1986 al 2012 la rubrica La caccia, caccia all'ideologico quotidiano su Radio Popolare:
Il suo impegno nello scandaglio dei linguaggi si è svolto anche tramite la fortunata esperienza radiofonica presso Radio Popolare di Milano […] il cui intento era quello di  «scovare "l'ideologico quotidiano nascosto" (di dargli, se si vuole, la caccia), nella convinzione che gli occultamenti di questo tipo presentino, nel grande gioco del potere, lo strumento di cui chi sta in alto si serve per impartire agli altri le più solenni fregature» […]. (Lombardi).
Con Oliva, ha pubblicato una raccolta degli interventi in onda dei primi anni (1986-1988) di trasmissione: Transazioni minori nel commercio dell'ideologia e dal 2019 è in corso il progetto di pubblicazione integrale degli interventi radiofonici, a cura di Rosa De Simone, edito dalla casa editrice milanese La Vita Felice: iniziato con L'anno 1986 –	Primo diario inconsapevole della caccia all'ideologico quotidiano è giunto a L'anno 1996 – Undicesimo diario inconsapevole della caccia all'ideologico quotidiano.
Dal 2025 dirige le collane "Verso il grigio" e "Verso il nero" per le Edizioni Colibrì, con le quali sono apparse opere di Bruna Zonta, William Makepeace Thackeray e Ugo Facco De Lagarda.
È sposato con l'artista Anna Rocco, con la quale ha aperto a Genova nel 2023 il Centro Studi per l'Analisi del Linguaggio. Suo fratello era il poeta visivo Vincenzo Accame (1932-1999).

## Opere